# Daniel Alabi
Daniel Alabi (* 12. September 1980) ist ein ehemaliger deutscher Fußballspieler. Der Juniorennationalspieler bestritt eine Zweitligapartie für Arminia Bielefeld.
Alabi kam 1995 von Union Minden in die Jugendabteilung von Arminia Bielefeld. In der Saison 1998/99 stand er nach dem Bundesligaabstieg in der 2. Bundesliga als Vertragsamateur im Profikader. Am 1. März 1999 kam Alabi in der 86. Minute als Einwechselspieler für Giuseppe Reina zu seinem einzigen Profieinsatz beim 5:0-Sieg über den SSV Ulm 1846.
Im Jahr 2000 wurde Alabi von Hannes Löhr, dem Trainer der deutschen U21-Nationalmannschaft in den Nationalkader berufen. Am 31. Mai 2000 kam er zu seinem einzigen Einsatz in der U21-Nationalmannschaft, als er in der Partie gegen Norwegen während der zweiten Halbzeit für Michael Kümmerle eingewechselt wurde.
In der Sommerpause 2000 wechselte Alabi von Arminia Bielefeld zum Regionalligisten Preußen Münster. Dort hatte er mit einigen Verletzungen zu kämpfen, was dazu führte, dass er in zwei Jahren nur 19 Einsätze absolvierte und nicht über die Rolle eines Einwechselspielers hinauskam. Zur Saison 2002/03 wechselte Alabi nach Schönaich zum dort ansässigen TSV Schönaich in die Verbandsliga Württemberg. Nach einer Saison, in der der Klassenerhalt erreicht wurde, wechselte Alabi in die Regionalliga Süd zum Amateurteam des VfB Stuttgart. Bei den Amateuren des VfB kam er an den ersten 10 Spieltagen der Saison 2003/04 zu insgesamt acht Einsätzen und stand dabei zumeist in der Startformation. Von Oktober 2003 bis Sommer 2005 spielte er kein weiteres Ligaspiel mehr für die Amateure des VfB.
2005 schloss er sich dem Oberligaabsteiger 1. FC Pforzheim an und spielte mit dem Klub in der Verbandsliga Nordbaden. Mit dem Verein gelang Alabi der sofortige Wiederaufstieg in die Oberliga Baden-Württemberg, Alabi gelangen dabei in 24 Spielen zehn Tore. Nach fünf Spielen in der Oberliga bat Alabi aus beruflichen Gründen den 1. FC Pforzheim um Auflösung seines Vertrags. Die Rückrunde der Saison 2006/07 spielte er beim württembergischen Landesligisten VfL Herrenberg, der Verein stieg jedoch am Saisonende in die Bezirksliga ab. Alabi schloss sich daraufhin dem Landesligisten SV Böblingen an.